# 윈난 요리
윈난 요리(Yunnan料理, 중국어 간체자: 云南菜, 정체자: 雲南菜, 병음: Yúnnán cài 윈난차이[*]) 또는 전요리(滇料理, 중국어: 滇菜, 병음: diāncài 뎬차이[*])는 중화인민공화국 윈난 지방 요리를 말한다. 쓰촨 요리 계열의 한족 음식과 바이족, 다이족, 이족, 나시족, 모쒀족 등 소수 민족 음식으로 구성된다.

## 개요

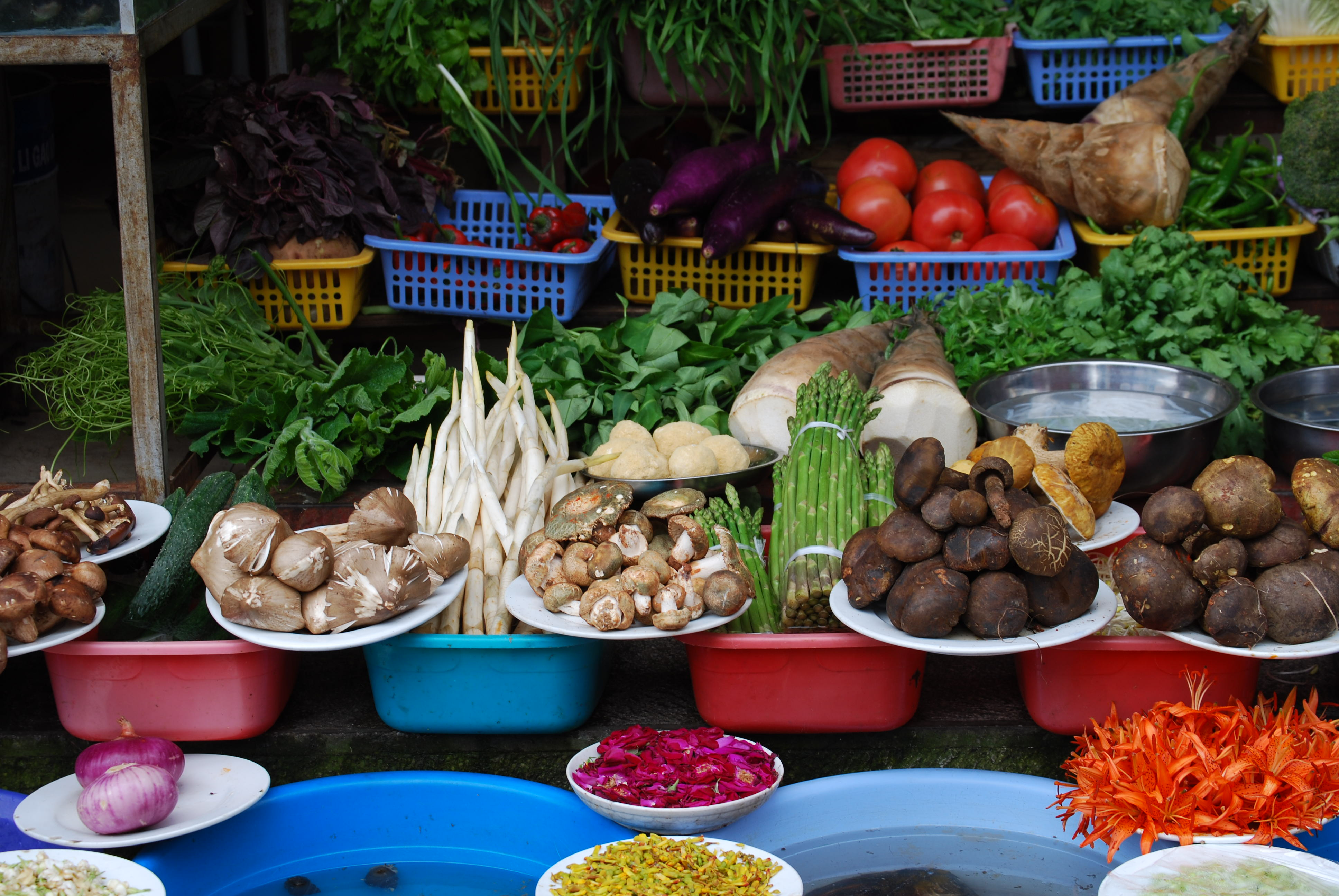
윈난의 요리에 사용되는 식재들

운남의 한족의 요리는 중국 팔대 요리 중 사천 요리에 속하며, 고추를 많이 사용하는 것이 많지만, 〈치궈지〉(汽鍋鷄)로 불리는 탕 요리처럼 담백한 양념 요리도 있다. 식재로서 유명한 것으로는 각종 버섯이 있고 포르치니, 송이 버섯 등도 사용된다. 국물을 우려내는 데는 닭 외에 선위화퇴(宣威火腿 운남 햄)도 자주 이용된다.
다이족과 바이족 요리도 고추를 많이 사용하는 공통점이 있다. 또한 곤충 음식도 있어서, ‘말벌’과 ‘대나무 벌레’ 튀김 등은 레스토랑에서도 먹을 수 있다.
바이족의 루샨(乳扇)과 루빙(乳餅)이라는 치즈의 종류도 한족 요리에 반영되어 있다.

## 주요 요리
- 궈차오미션 (過橋米線)
- 치궈지 (汽鍋鶏)
- 이량라오야 (宜良烤鴨)
- 보뤄판 (菠萝饭)
- 루빙 (乳并)
- 루샨 (乳扇)
- 어얼콰이 (饵块)
- 주뱌오러우 (猪膘肉) 또는 피파러우(琵琶肉)

## 같이 보기
- 중국 요리